# Cochemiea barbata
Cochemiea barbata, conocido comúnmente como biznaga barbada, es una especie de planta suculenta perteneciente al género Cochemiea, dentro de la familia Cactaceae. Es endémica del noreste de México (concretamente los estados mexicanos de Chihuahua y Durango) y anteriormente se le conocía como Mammillaria barbata.

## Descripción

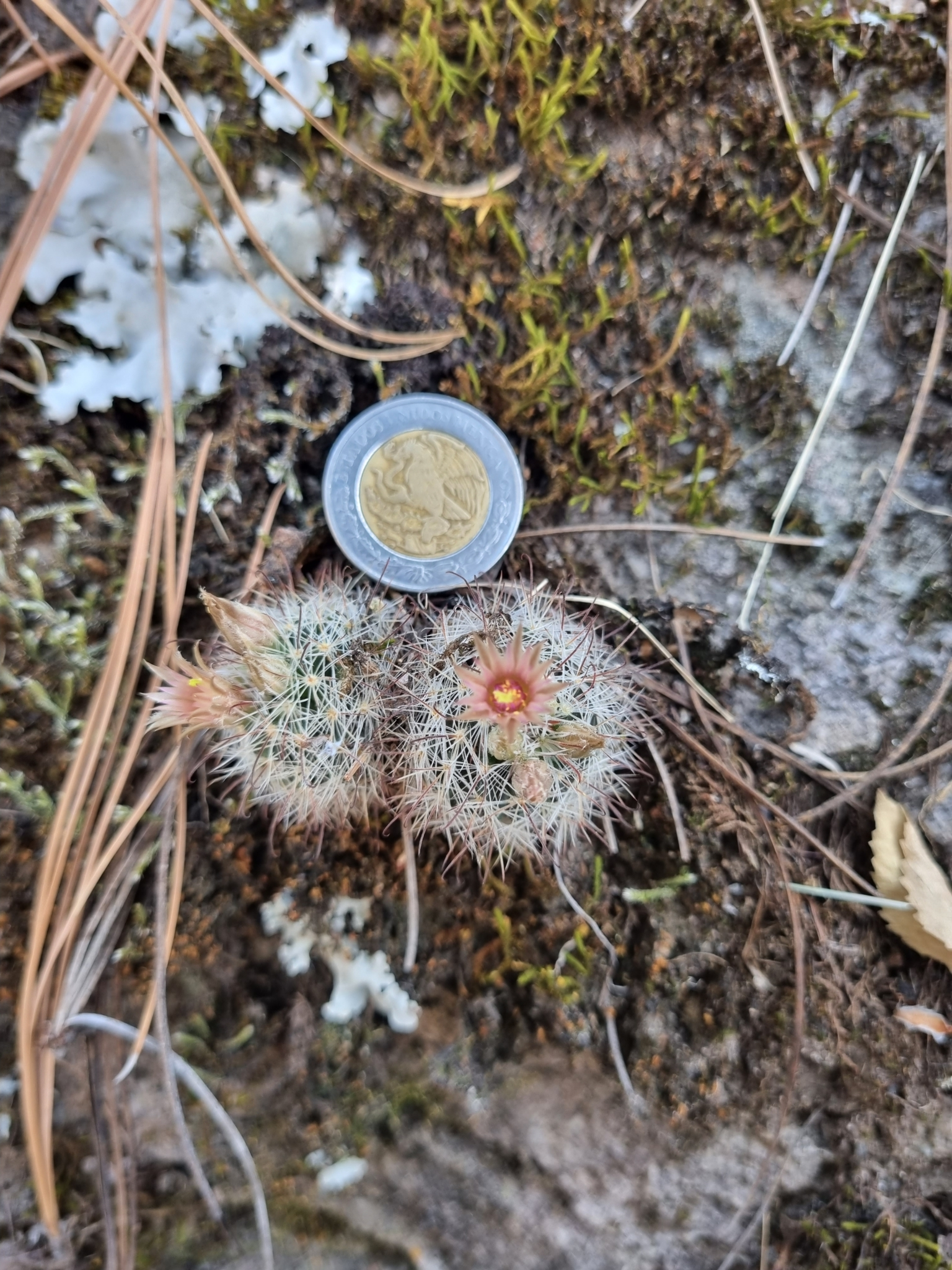
Planta en su hábitat

Cochemiea barbata es una especie de cactus que crece de forma individual o en múltiples cabezas, formando densos cojines. Los tallos son deprimidos, de forma esférica a ligeramente cilíndrica y de unos 3 a 4 cm de diámetro. 
Los tallos están cubiertos de tubérculos suaves y carnosos, no producen savia lechosa (látex) y sus axilas están desnudas (espacio que hay entre los tubérculos). Sobre ellos se asientan areolas en las que se distinguen de 1 a 4 espinas centrales rígidas de color marrón a marrón rojizo o marrón anaranjado y de hasta 2 cm de largo, donde 1 o 2 de ellas tienen forma de gancho. También hay de 16 a 60 espinas radiales dispuestas en varias filas y miden entre 0,6 y 0,8 centímetros de largo. Suelen ser peludas, de color blanquecino a amarillento y a veces con las puntas más oscuras.

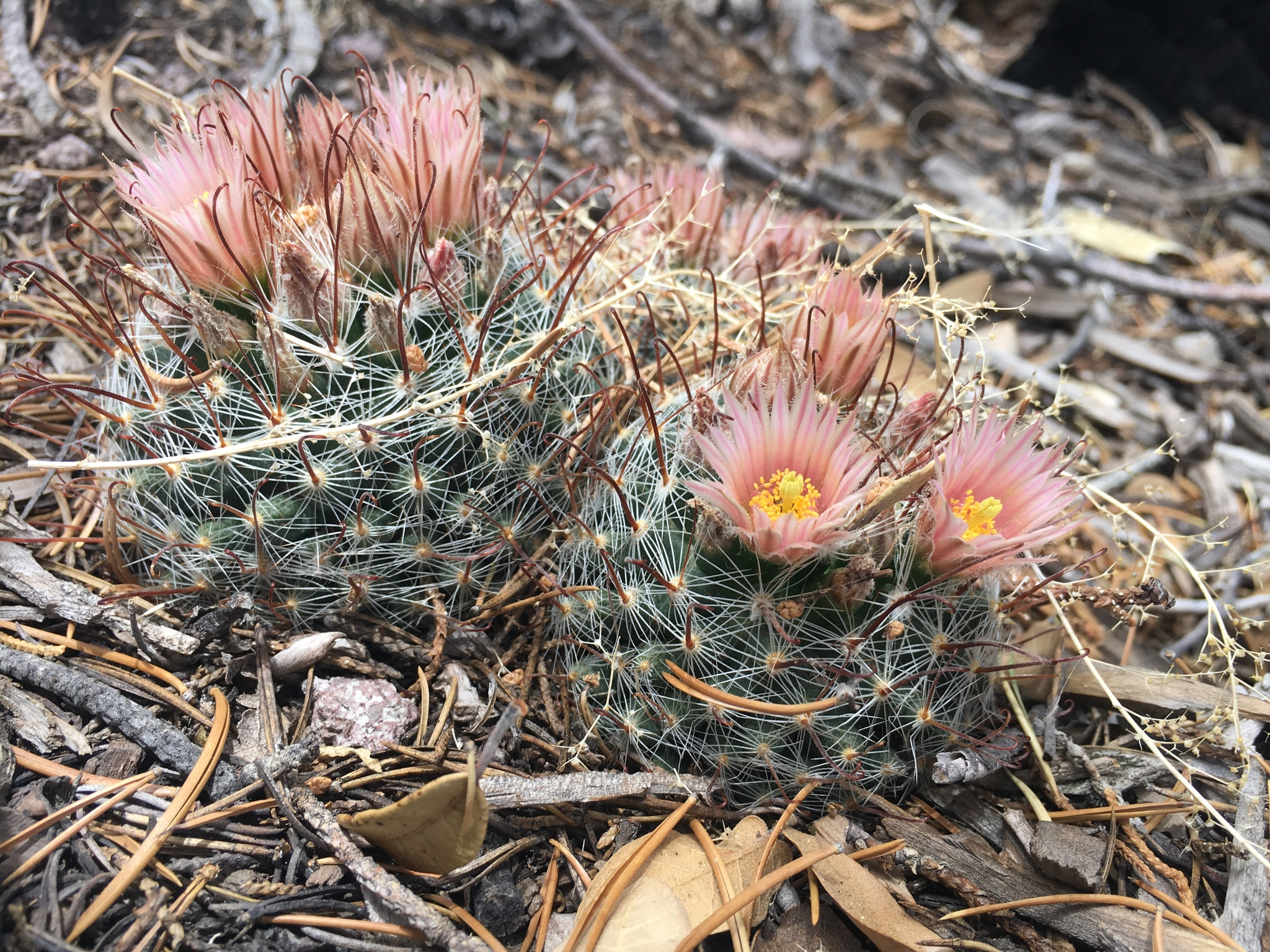
Planta en floración

Las flores miden entre 1,5 y 3 cm de largo y el mismo diámetro. Pueden ser de color rosa claro a amarillento, de rosa a naranja o de marrón a verdoso, con los segmentos externos del perianto ciliados. 

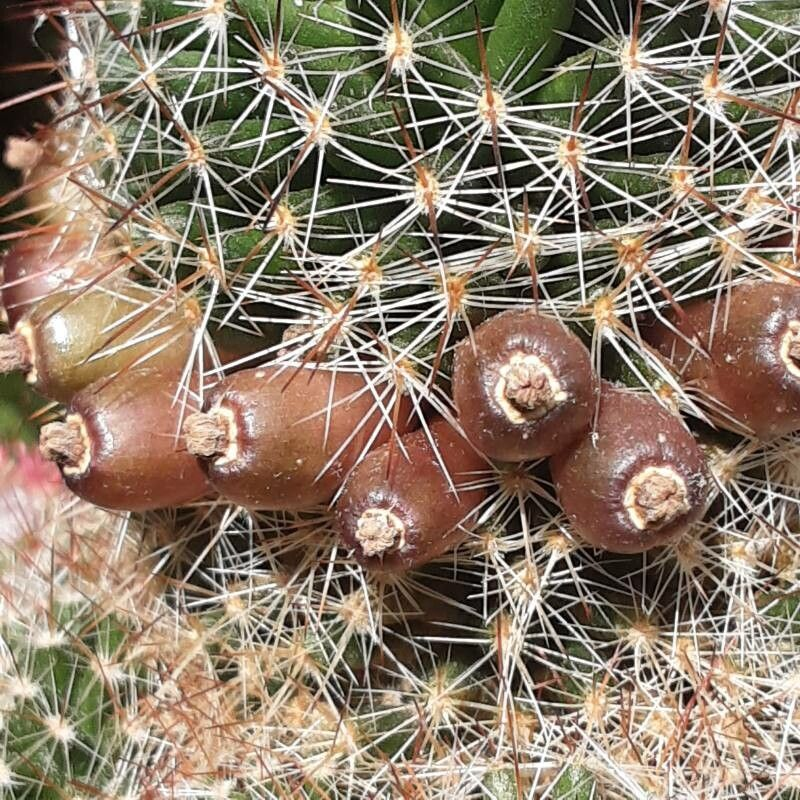
Detalle de los frutos

Los frutos son oblongos y de color verde a morado o rojo oscuro. Crecen hasta 1 cm de diámetro y contienen semillas de color marrón rojizo oscuro.

## Distribución y hábitat
El área de distribución nativa de esta especie es el noreste de México (concretamente los estados mexicanos de Chihuahua y Durango) y crece principalmente en biomas desérticos o de matorrales secos.

## Taxonomía
La primera descripción de esta especie fue como Mammillaria barbata, publicada en 1848 por el botánico alemán George Engelmann en el libro Memoir of a Tour to Northern Mexico: connected with Col. Doniphan's Expeditionxico: 105.
Más tarde, el botánico ruso Alexander Borissovitch Doweld trasladó la especie al género Cochemiea, por lo que pasó a llamarse Cochemiea barbata. Registró estos cambios en la revista científica Tsukkulenty 3: 38, publicada en 2000.
Etimología
- Cochemiea: nombre genérico que hace referencia a la tribu indígena Cochimí, que en el pasado ocupó un gran territorio de Baja California y cuya área es parte del área de distribución natural de este género.
- barbata: epíteto específico que proviene del latín y que significa 'barbudo', haciendo referencia a los segmentos ciliados del perianto de la flor de esta especie.[3]

Sinonimia
- Cactus barbatus (Engelm.) Kuntze, 1891
- Chilita barbata (Engelm.) Orcutt, 1926
- Ebnerella barbata (Engelm.) Buxb., 1951
- Fimbriatocactus barbatus (Engelm.) Guiggi, 2023
- Mammillaria barbata Engelm., 1848 (basónimo)
- Mammillaria barbata var. garessii (Cowper) Lodé, 1992
- Mammillaria barbata var. morricalii (Cowper) Lodé, 1992
- Mammillaria barbata var. santaclarensis (Cowper) Lodé, 1992
- Mammillaria garessii Cowper, 1970
- Mammillaria luthieniae Laferr., 1998
- Mammillaria melilotiae Laferr., 1998
- Mammillaria morricalii Cowper, 1969
- Mammillaria santaclarensis Cowper, 1969
- Neomammillaria barbata (Engelm.) Britton & Rose, 1923

## Estado de conservación
En la Lista Roja de Especies Amenazadas de la UICN, la especie está clasificada como de “Preocupación Menor (LC)”.

## Usos
Se cultiva principalmente como planta ornamental y su propagación se realiza a través de esquejes o semillas.